# Халмеу (комуна)
Халмеу (рум. Halmeu) — комуна у повіті Сату-Маре в Румунії. До складу комуни входять такі села (дані про населення за 2002 рік):
- Бебешть (426 осіб)
- Доболц (348 осіб)
- Местякен (424 особи)
- Халмеу-Вій (24 особи)
- Халмеу (3507 осіб) — адміністративний центр комуни

Комуна розташована на відстані 460 км на північний захід від Бухареста, 22 км на північ від Сату-Маре, 141 км на північ від Клуж-Напоки.

## Населення
За даними перепису населення 2002 року у комуні проживали 7314 осіб.
Національний склад населення комуни:
| Національність | Кількість осіб | Відсоток |
| -------------- | -------------- | -------- |
| угорці         | 4049           | 55,4%    |
| румуни         | 2696           | 36,9%    |
| цигани         | 555            | 7,6%     |
| німці          | 12             | 0,2%     |
| українці       | 2              | < 0,1%   |

Рідною мовою назвали:
| Мова      | Кількість осіб | Відсоток |
| --------- | -------------- | -------- |
| угорська  | 4228           | 57,8%    |
| румунська | 2670           | 36,5%    |
| циганська | 413            | 5,6%     |
| німецька  | 3              | < 0,1%   |

Склад населення комуни за віросповіданням:
| Релігія            | Кількість осіб | Відсоток |
| ------------------ | -------------- | -------- |
| римо-католики      | 1857           | 25,4%    |
| греко-католики     | 1723           | 23,6%    |
| православні        | 1720           | 23,5%    |
| реформати          | 1132           | 15,5%    |
| п'ятдесятники      | 686            | 9,4%     |
| адвентисти         | 70             | 1,0%     |
| баптисти           | 16             | 0,2%     |
| не релігійні       | 9              | 0,1%     |
| старообрядці       | 1              | < 0,1%   |
| не вказали релігію | 8              | 0,1%     |